# Буи, Люк
Люк Буи (фр. Luc Bouy) —  бельгийский артист балета и хореограф.

## Биография
Двоюродный дед Люка — французский живописец Гастон Буи. Его альма-матер — Брюссельская королевская консерватория.
Люк Буи начал  свою карьеру в качестве солиста Роттердамского балета «Скапино» в период 1969/71 годов. Впоследствии он выступал, также как солист, с труппой «Балета XX века» французского хореографа Мориса Бежара до 1976 года включительно, а затем со шведским  Кульберг-балетом до 1988 года. Одной из самых известных работ Буи стала партия Альбрехта в постановке «Жизели» 1982 года (режиссёр Матс Эк), где его партнёршей была жена и муза Эка Ана Лагуна. В Швеции он также исполнял обязанности хореографа и ассистента режиссёра; многие из его хореографий вошли в репертуар шведской труппы.
В 1989 году он принял должность мэтра балета Театра Комунале во Флоренции, а с 1991 по 1993 год — заместителя директора балета Арены Вероны и Венецианского балета. Позднее он занимал ту же должность в Римской опере. Преподаватель ведущих балетных трупп Европы, он был, среди прочего, приглашённым хореографом Национального балета Кубы и Королевского балета Фландрии.
С 2008 года он является художественным руководителем танцевальной труппы Dancepartout, для которой  создал ряд великолепных хореографий, включая возрождение   классической «Жизели», с выступлениями во многих крупных театрах и на фестивалях по всей Европе.
У Люка есть дочь Софи, живущая в Канаде и работающая графическим дизайнером.
В настоящее время Буи проживает в Ночера-Инферьоре вместе со своим многолетним партнёром Гаэтано Петрозино. В ноябре 2016 года они заключили официальный брак, после чего провели свадебное путешествие в Париже.